# Universitätsbibliothek Kassel – Landesbibliothek und Murhardsche Bibliothek der Stadt Kassel
Die Universitätsbibliothek Kassel – Landesbibliothek und Murhardsche Bibliothek der Stadt Kassel ist ein einschichtiges Bibliothekssystem mit sechs Bibliotheksstandorten und versorgt die Mitglieder der Universität Kassel und die Bevölkerung Nordhessens mit Literatur und Information.
Neben den Aufgaben einer Universitätsbibliothek erfüllt sie den Auftrag einer Landesbibliothek (Sammlung und Langzeitarchivierung des regionalen Schrifttums) sowie den einer wissenschaftlichen Bürgerbibliothek für die Region.

## Geschichte

Stahlstich des Museums Fridericianum, um 1850

Die Bibliothekstradition der 1973 gegründeten Universitätsbibliothek reicht bis 1580 zurück. Damals gründete Landgraf Wilhelm IV., genannt der Weise, für seine wissenschaftlichen Interessen eine Bibliothek. Die Bibliothek diente von Beginn an weniger repräsentativen Zwecken als vielmehr den breit angelegten Forschungs- und Bildungsinteressen des Landesfürsten. Von 1593 bis 1779 befand sich die fürstliche Bibliothek im Kasseler Marstall.
Jacob und Wilhelm Grimm wirkten zwischen 1814/16 und 1829 in Kassel als Bibliothekare und Forscher in der Landesbibliothek.
Im Zweiten Weltkrieg erlitt die Bibliothek große Verluste durch die Bombardierung und weitgehende Zerstörung ihres damaligen Bibliotheksgebäudes, des Museums Fridericianum, im September 1941. Rund 350.000 Bände gingen verloren. Ab 1957 fand sie mit ihrem geretteten historischen Erbe im Gebäude der Murhardschen Bibliothek am Brüder-Grimm-Platz eine endgültige Bleibe. Mit ihren Sammlungen an Handschriften, Autographen und Alten Drucken ist sie eine Schatzkammer besonderer Art. Sie ist Forschungsbibliothek für Wissenschaftler aus der ganzen Welt und regionales Dokumentationszentrum für Geschichte und Kultur des ehemaligen Kurfürstentums Hessen-Kassel.

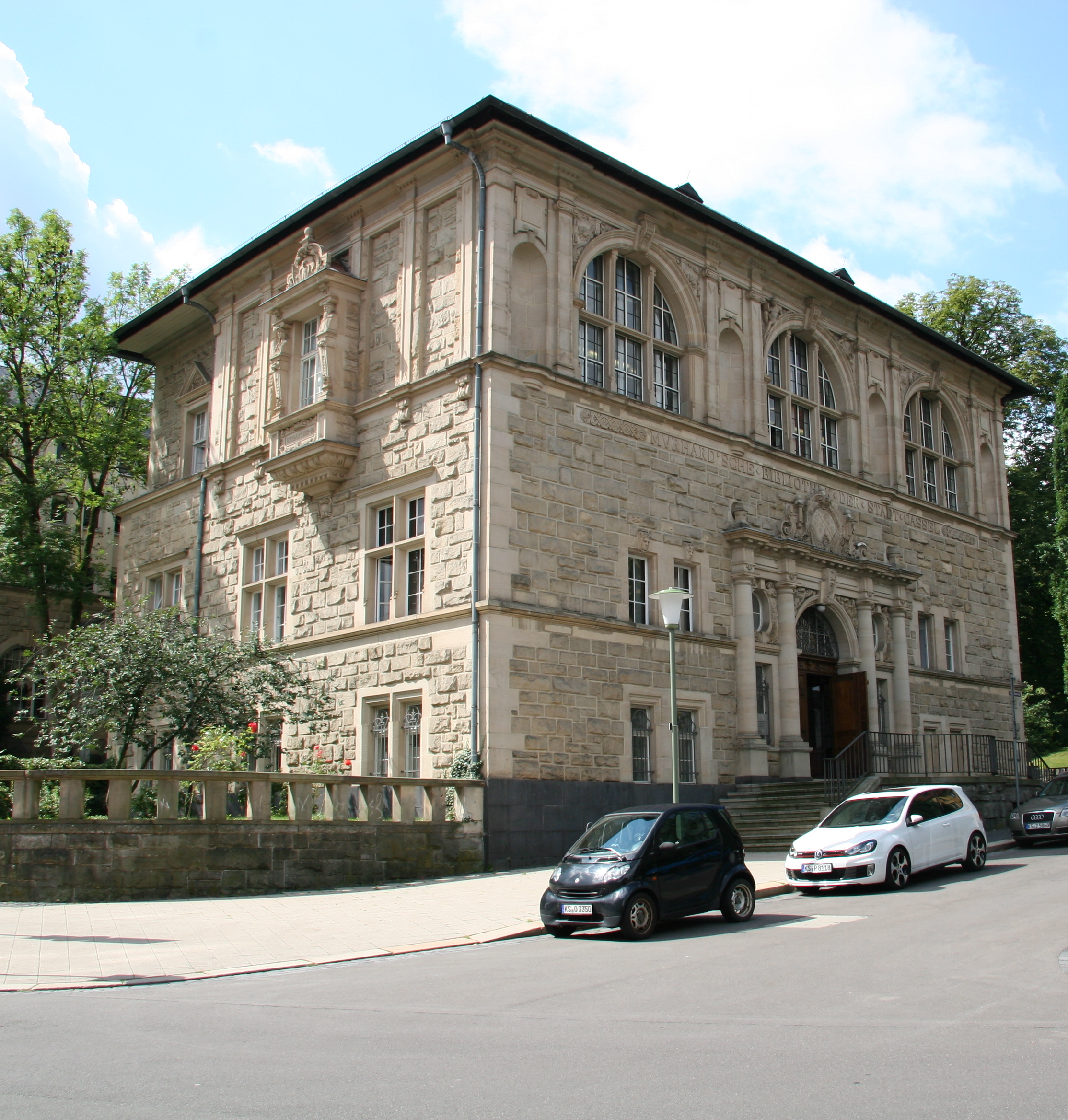
Landesbibliothek und Murhardsche Bibliothek der Stadt Kassel

Die Murhardsche Bibliothek der Stadt Kassel ist eine Stiftung der Kasseler Bürger Friedrich und Karl Murhard. Sie stifteten ihr gesamtes Vermögen ihrer Vaterstadt, um eine Bürgerbibliothek zu gründen. Bis heute erfüllt sie ihren Informations- und Bildungsauftrag für die Bürger der Stadt und Region Kassel. Aus dem Stiftungsvermögen wurde das 1905 eröffnete Bibliotheksgebäude am Brüder-Grimm-Platz nach Plänen von Emil Hagberg im Stil der Neorenaissance errichtet.
Seit 1976 sind Landesbibliothek und Murhardsche Bibliothek der Stadt Kassel Teil der Universitätsbibliothek Kassel.
Direktoren
- 1921–1939: Wilhelm Hopf
- 1939–1945: Hans Peter Des Coudres
- 1945–1949: Wilhelm Hopf
- 1949–1957: Wolf von Both
- 1959–1969: Ludwig Denecke
- 1969-: Dieter Hennig
- -1999: Hans-Jürgen Kahlfuß
- 2001–2020: Axel Halle
- seit 2021: Claudia Martin-Konle

## Profil und Entwicklung

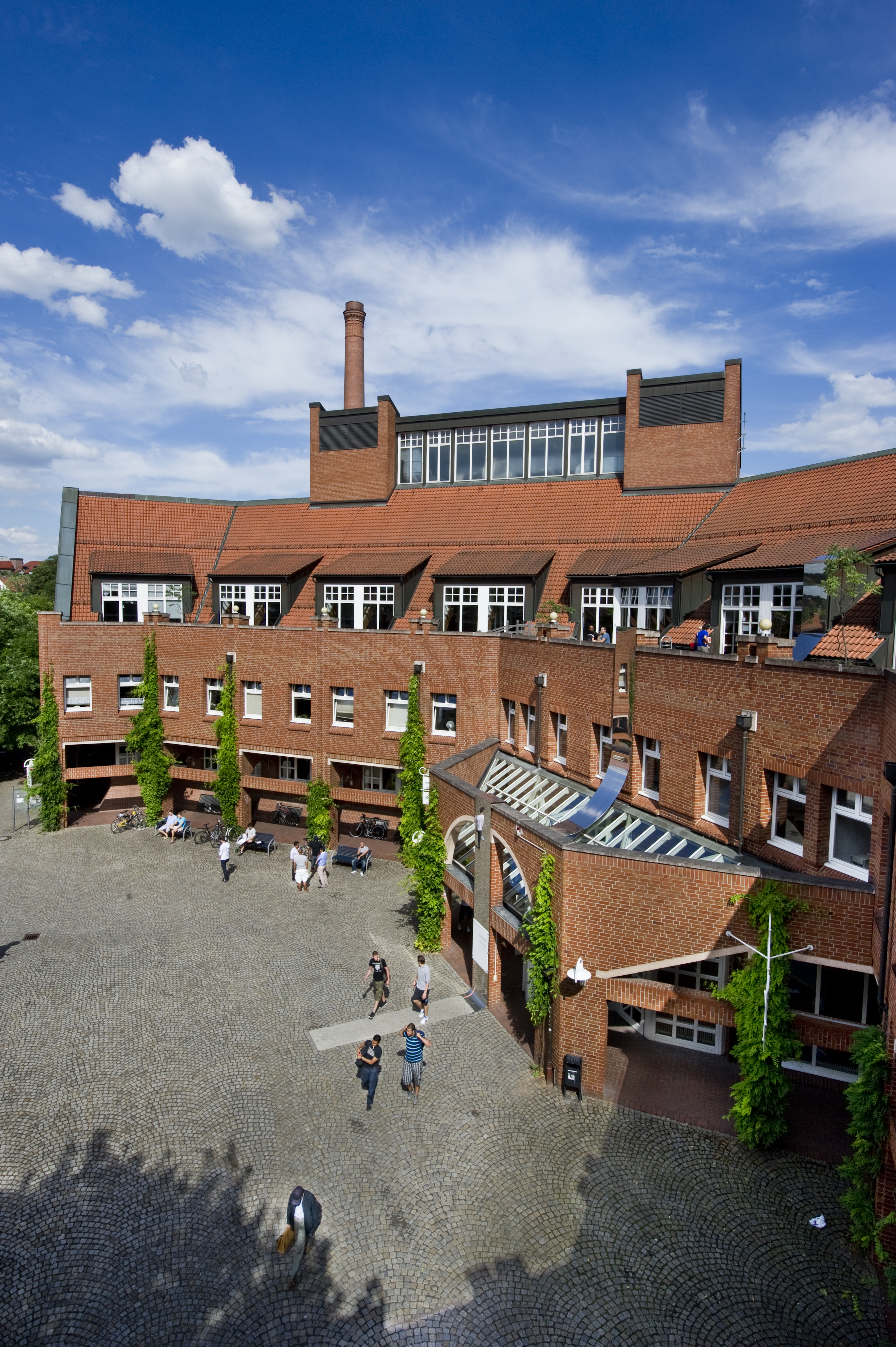
Bibliotheksgebäude am Holländischen Platz

Zentrale Aufgabe der Universitätsbibliothek Kassel ist die wissenschaftliche Literaturversorgung von Universität und Region. Kontinuierlicher Bestandsaufbau, Nutzerschulungen, eine hohe Lernortqualität und großzügige Öffnungszeiten stehen im Fokus, wie auch die Bereitstellung digitaler Ressourcen und Dienste zum wissenschaftlichen Publizieren. Als Unterzeichner der OpenAccess-Initiative 2020 fördern Universität und Universitätsbibliothek Kassel aktiv die Entwicklung von Open Access.

### Standorte/Bereichsbibliotheken
Die Bibliothek ist an den sechs Standorten der Universität mit unterschiedlichen Fächerschwerpunkten vertreten. Die Bücher und Zeitschriften sind nahezu vollständig frei zugänglich und systematisch aufgestellt.

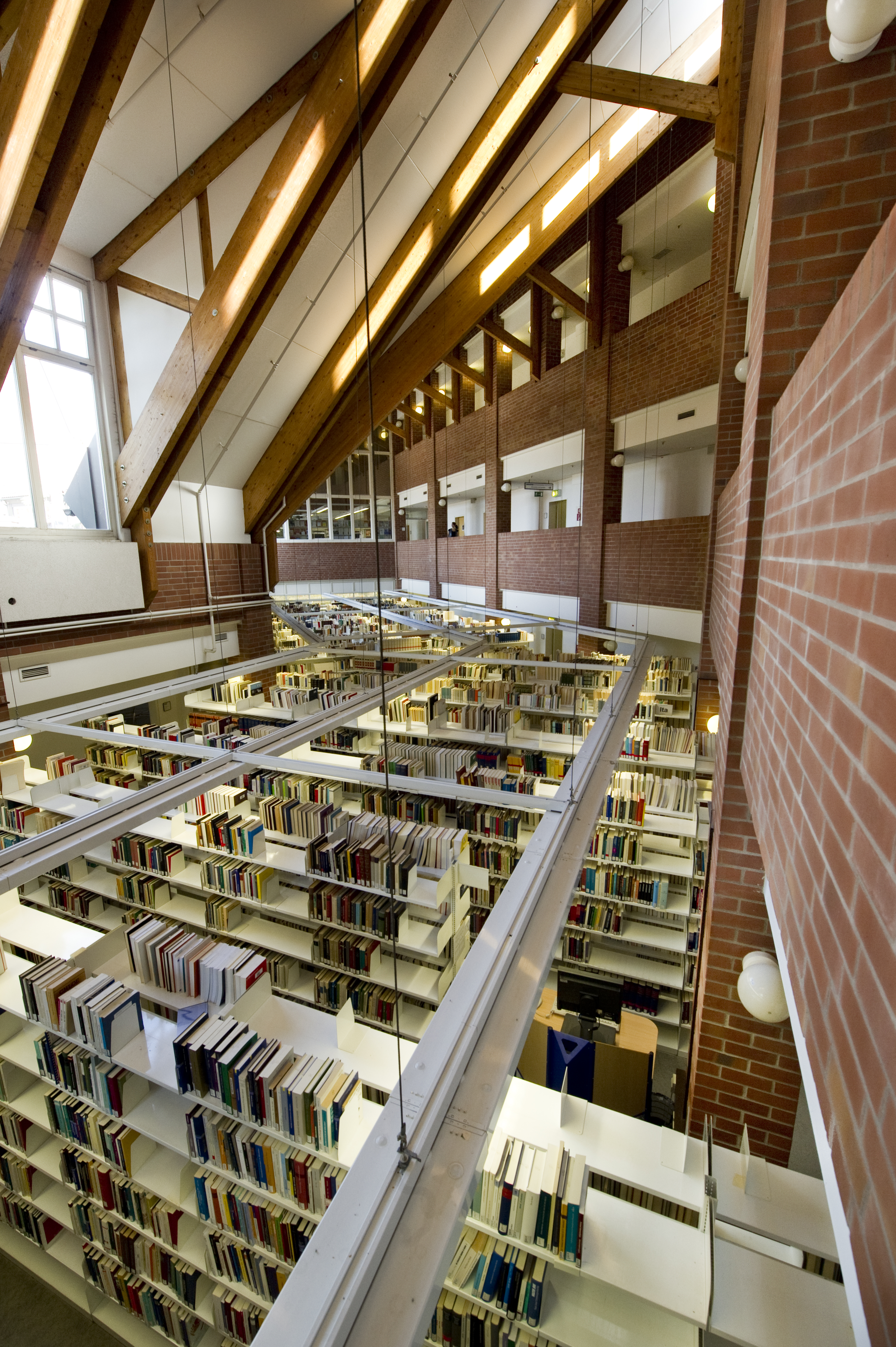
Sicht auf Teil des Buchbestandes

#### Campusbibliothek Holländischer Platz
- Ingenieurwissenschaften, Technik[2]
- Sprach- und Literaturwissenschaften[3]
- Wirtschaft, Recht, Sport[4]
- Geistes- und Gesellschaftswissenschaften[5]

#### Brüder-Grimm-Platz
- Landesbibliothek und Murhardsche Bibliothek der Stadt Kassel[6]

#### Wilhelmshöher Allee
- Elektrotechnik und Informatik[7]

#### Kunsthochschule
- Kunsthochschulbibliothek[8]

#### Witzenhausen
- Agrarwissenschaften[9]

#### Oberzwehren
- Berufspädagogik, Naturwissenschaften, Mathematik[10]

### Digitale Dienstleistungen

#### ORKA
Der Dokumentenserver ORKA (Open Repository Kassel) ist ein Online-Repository, in dem der digitalisierte urheberrechtsfreie Bestand der Universitätsbibliothek Kassel verzeichnet ist. Sukzessive wird der Bestand an urheberrechtsfreien Handschriften, Musikalien, historischen Fotos, Karten und Nachlassmaterialien in ORKA weltweit kostenfrei zugänglich gemacht. Die Digitalisate sind in unterschiedliche Sammlungen unterteilt und gezielt recherchierbar. Die Bestände sind außerdem in der Deutschen Digitalen Bibliothek und der Europeana nachgewiesen.

#### KOBRA
Der bibliothekseigene Hochschulschriftenserver KOBRA (Kasseler Online-Bibliothek, Repository & Archiv) ist das digitale Open-Access-Archiv der wissenschaftlichen Publikationen von Hochschulangehörigen der Universität Kassel.
Sämtliche in KOBRA und ORKA veröffentlichten Dokumente sind über das Katalogportal KARLA der Universitätsbibliothek Kassel, die Deutsche Nationalbibliothek und über bekannte wissenschaftliche und nichtwissenschaftliche Suchmaschinen sowie Open-Access-Verzeichnisse (z. B. OpenDOAR) recherchierbar.

#### Grimm-Portal
Die im Grimm-Portal nachgewiesenen digitalisierten Bestände stammen aus dem Hessischen Staatsarchiv Marburg, der Universitätsbibliothek Kassel – Landesbibliothek und Murhardsche Bibliothek der Stadt Kassel sowie der Grimm-Sammlung der Stadt Kassel. Darunter befinden sich u. a. Briefe von und an Jacob und Wilhelm Grimm, weitere handschriftliche Zeugnisse der Familie Grimm, Handexemplare der Grimmschen Privatbibliothek, darunter eigene Werke der Brüder Grimm u. Ausgaben anderer Autoren mit handschriftlichen Eintragungen der Brüder sowie Bilder, Visitenkarten und zeitgenössische Rezensionen aus dem Nachlass der Brüder Grimm.

#### kassel university press – kup
Der Universitätsverlag kassel university press GmbH (kup) wurde 1997 gegründet und ist seit 2020 der Eigenverlag der Universität Kassel und Teil des Open-Access-Publikationsservices der Universitätsbibliothek. In kup werden qualitätsgeprüfte wissenschaftliche Publikationen von Kasseler Forschenden veröffentlicht. Zusätzlich zur Online-Publikation, die über den Dokumentenserver der Universität Kassel KOBRA weltweit frei zugänglich bereitgestellt wird (Open Access), werden Publikationen auch als hochwertige Print-On-Demand-Drucke verfügbar gemacht. Das Verlagsspektrum entspricht dem Fächerkanon der Universität Kassel.

### Historische Sammlungen

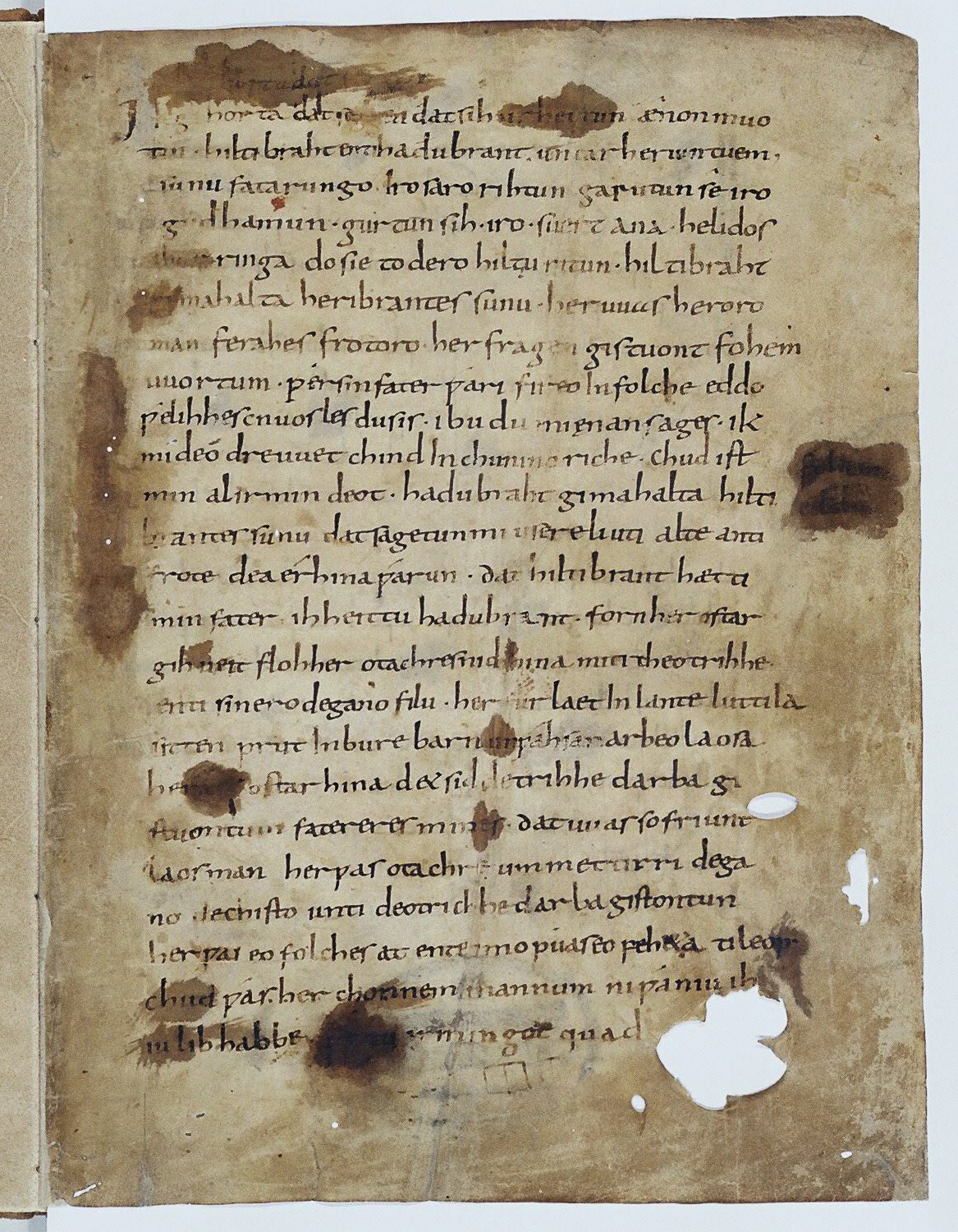
Hildebrandlied, 2° Ms. theol. 54 1r

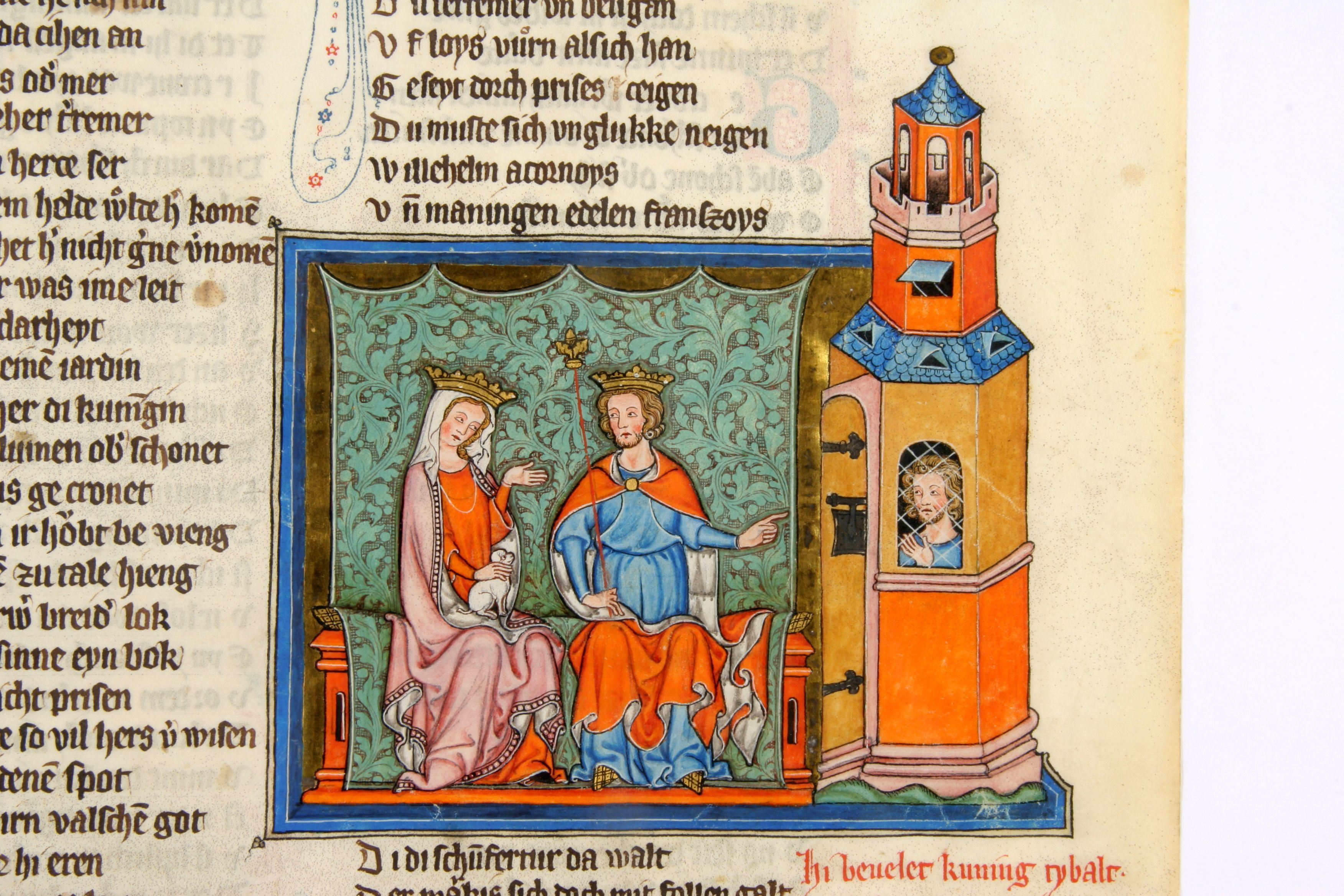
Willehalmkodex, 2° Ms. poet. 1,28r

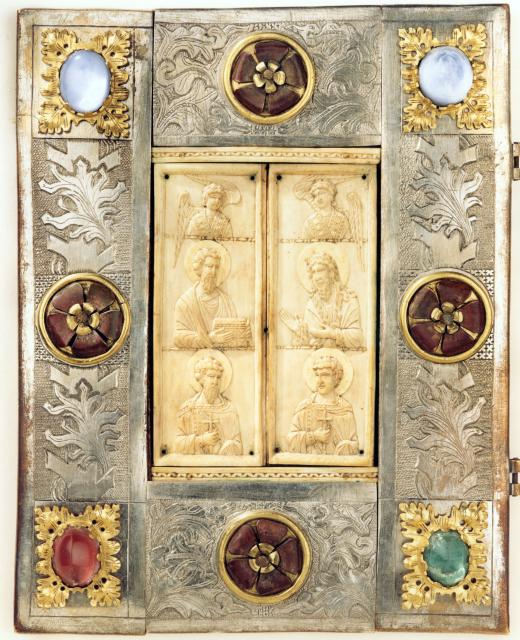
Abdinghofer Evangeliar, 2° Ms. theol. 60

Zu den besonderen Stücken des historischen Bestandes gehört das Hildebrandslied. Es ist die einzige erhaltene Aufzeichnung einer germanischen Heldendichtung in deutscher Sprache.
Das älteste vollständig erhaltene Manuskript der Kasseler Universitätsbibliothek ist Flavius Josephus’ Vom Jüdischen Krieg. Es entstand Ende des 6. Jahrhunderts vermutlich im Kloster Vivarium (Süditalien).
Seit 1932 befinden sich die Handexemplare der Kinder- und Hausmärchen der Brüder Grimm in der Landesbibliothek. Sie wurden 2005 von der UNESCO in das Weltdokumentenerbe aufgenommen und sind seit September 2015 im Ausstellungshaus GRIMMWELT ausgestellt.
Als Dauerleihgabe der evangelischen Kirchengemeinde Immenhausen wird ein Papier-Exemplar des Alten Testaments einer Gutenberg-Bibel, die sogenannte Immenhäuser Gutenberg-Bibel verwahrt.

#### Musikhandschriften und -drucke
Neben ältesten Zeugnissen der Musik im religiösen Leben (Gebetbuch der Kaiserin Kunigunde, ca. 1000 n. Chr.) enthält die Musiksammlung eine große Zahl (ca. 20.000) Musikhandschriften und -Drucke aus der Frühphase der Kasseler Hofkapelle (ca. 1550–1650). Darunter befinden sich Autographen u. a. von Heinrich Schütz und Giovanni Gabrieli. Darüber hinaus bewahrt die Universitätsbibliothek auch größere historische Notenbestände aus dem 19. Jahrhundert (z. B. Louis Spohr).

#### Alchemie-Handschriften
Die Kasseler Alchemica-Sammlung mit Handschriften des 16. und 17. Jahrhunderts ist eine der bedeutendsten ihrer Art. Der größte Teil stammt von dem selbst als Alchemisten tätigen Landgrafen Moritz von Hessen-Kassel (1572–1632).

#### Architektonische Handzeichnungen des Landgrafen Moritz von Hessen-Kassel
Der einzigartige Bestand umfasst neben eigenhändigen Architekturzeichnungen des Landgrafen Moritz von Hessen-Kassel (1572–1632) auch Zeichnungen von der Hand diverser Baumeister sowie einige diesbezügliche Schriftstücke, die sich überwiegend mit Bauten in Hessen beschäftigen. Das in den Jahren 2009 bis 2011 durchgeführte Forschungsprojekt hat den gesamten Bestand wissenschaftlich ausgewertet und alle Objekte wissenschaftlich erschlossen.

### Sanierung und Umbau

#### Brüder-Grimm-Platz (Murhardsche Bibliothek)
Das 1905 bezogene und nach Kriegszerstörung 1943 zuletzt Ende der fünfziger Jahre instand gesetzte Gebäude weist erhebliche Mängel auf. Das Gebäude wird daher saniert und erhält einen modernen Anbau (Architekten Sichau & Walter, Fulda). Baubeginn war im Juli 2017, die Arbeiten sollen 2026 abgeschlossen sein. Im Anbau, der seit November 2024 in Betrieb ist, sind ein repräsentativer Ausstellungsraum und ein moderner Lesesaal mit Blick in den Murhard-Park untergebracht. Ebenfalls seit November 2024 stehen der grundsanierte Kopfbau mit Sonderlesesaal und Foyer der Öffentlichkeit zur Verfügung. Aktuell laufen weitere Sanierungsarbeiten im Zwischenbau und Südflügel, in dem sich der repräsentative Eulensaal befindet.

#### Campusbibliothek Holländischer Platz
Das Gebäude muss u. a. wegen baulicher Mängel umfangreich saniert werden. Im Sommer 2015 wurde mit der Sanierung begonnen. Die Bauarbeiten erfolgen im laufenden Betrieb und wurden bislang noch nicht fertiggestellt.

## Freunde und Förderer
Der „Freundeskreis der Murhardschen Bibliothek“ wurde im Mai 2006 von 40 engagierten Bürgern gegründet. Mit der Unterstützung des Freundeskreises konnten unter anderem aufwändige Restaurierungsarbeiten an wertvollen historischen Beständen durchgeführt werden. Kulturinteressierte aus Hochschule und Region haben hier die Möglichkeit, über eine Mitgliedschaft oder durch Übernahme einer Buchpatenschaft einzigartige Bestände zu erhalten und zu präsentieren.

## Statistische Angaben
Bibliothek in Zahlen (Stand 2022):
| Bände                             | 1.732.618 |
| Karten, Pläne                     | 18.645    |
| Noten                             | 34.677    |
| Handschriften, Autographen        | 30.405    |
| Datenbanken                       | 6.731     |
| Zeitschriften, Print Abo.         | 1.874     |
| Zeitschriften online (lizenziert) | 56.978    |
| Zeitschriften online, gesamt      | 135.950   |
| E-Books (Käufe)                   | 94.779    |
| Neuanschaffungen in Bänden        | 18.488    |
| Neuanschaffungen in E-Books       | 7.696     |
| Ausgaben Erwerbung (€)            | 3.393.862 |
| Ausgaben Sachmittel (€)           | 820.629   |
| Aktive Nutzerinnen und Nutzer     | 32.990    |
| Öffnungsstunden pro Woche         | 97        |
| Bibliotheksbesuche                | 562.021   |
| Entleihungen                      | 819.978   |
| Stellen (Personal)                | 106,00    |